# 베르투 이을드름
베르투 외즈귀르 이을드름(튀르키예어: Bertuğ Özgür Yıldırım, 2002년 1월 12일 ~ )은 리그 1 클럽 렌과 튀르키예 국가대표팀에서 공격수로 활약하고 있는 튀르키예의 축구 선수이다.

## 구단 경력

### 사리에르
이을드름은 사리에르의 유소년 출신으로, 2018년 TFF 2. 리그에서 그들과 함께 시니어 경력을 시작했다.

### 하타이스포르
2021년 6월 3일 하타이스포르로 이적하였고, 2021년 8월 14일 1-1로 이긴 카슴파샤와의 경기에서 하타이스포르 소속으로 프로 데뷔 전을 치렀다.

#### 안탈리아스포르로의 임대
2023년 2월 6일부터 7일까지 튀르키예-시리아 지진이 발생한 후, 쉬페르리그는 희생자들을 애도하기 위해 일주일 이상 활동이 중단되었다. 영향을 받은 지역의 클럽인 쉬페르리그 클럽인 하타이스포르와 가지안테프는 경쟁에서 철수했다. 2023년 2월 16일, 이을드름은 안탈리아스포르로 임대되었다.

### 렌
2023년 8월 29일, 이을드름은 리그 1의 렌과 5년 계약을 체결했다.

## 국가대표팀 경력
이을드름은 튀르키예 U-21에서 뛰었고, 2021년 이슬람 연대 게임에서 튀르키예 U-23에서 뛰었던 튀르키예의 청소년 국가대표이다.
그는 튀르키예 국가대표팀과의 첫 경기에서 아르메니아와의 경기에서 1-1 동점골을 터뜨렸다.
2024년 6월 7일, 그는 UEFA 유로 2024에 출전할 빈첸초 몬텔라가 선정한 26명의 최종 명단에 있다.